# USS Murray (DD-97)
USS Murray (DD-97) – amerykański niszczyciel typu Wickes będący w służbie United States Navy w okresie po I wojnie światowej. Patronami okrętu byli komodor Alexander Murray (1755–1821) i jego wnuk komodor Alexander Murray (1816–1884).
Stępkę okrętu położono 22 grudnia 1917 w stoczni Fore River Shipbuilding Corporation w Quincy. Zwodowano go 8 czerwca 1918, matką chrzestną była Alice S. Guthrie. Jednostka weszła do służby 21 sierpnia 1918, pierwszym dowódcą został Lieutenant Commander R.G. Walling.
W czasie swojej czteroletniej służby w pobliżu wschodniego wybrzeża USA i na Karaibach w składzie Floty Atlantyku „Murray” pomagał w powojennym rozwoju broni i taktyki przeciwpodwodnej. Został przeklasyfikowany na lekki stawiacz min (DM-2) 17 lipca 1920 i przeszedł przebudowę potrzebną do pełnienia nowej roku. Został wycofany ze służby w Filadelfii 1 lipca 1922 i pozostawał w rezerwie do czasu skreślenia z listy okrętów 7 stycznia 1936. Został sprzedany na złom 29 września 1936 firmie Schiavone-Bonomo Corporation z Nowego Jorku.